# イェニフェル・パレハ
イェニフェル・パレハ・リサルデ（Jennifer Pareja Lisalde、1984年5月8日 - ）は、スペイン・カタルーニャ州ジローナ県ウロット出身の女子水球選手。水球女子スペイン代表。

## 経歴
2012年にはイギリスで開催されたロンドンオリンピック水球競技に出場し、水球女子スペイン代表は銀メダルを獲得した。スペイン代表はグループリーグを1位で通過した後に、準々決勝で水球女子イギリス代表を、準決勝で水球女子ハンガリー代表を倒したものの、決勝で水球女子アメリカ合衆国代表に敗れている。自身は12得点を挙げて優秀選手賞を受賞した。
2013年にスペインのバルセロナで開催された2013年世界水泳選手権ではスペイン代表が優勝し、パレハは最優秀選手に選ばれた。2013年には国際水泳連盟(FINA)による世界最優秀水球選手賞を受賞し、さらにヨーロッパの最優秀選手賞であるLEN年間最優秀水球選手賞も受賞した。
2014年にはハンガリーのブダペストで開催されたヨーロッパ水球選手権で金メダルを獲得した。